# Список прапорів Німеччини
Цей список німецьких прапорів містить деталі прапорів і штандартів, які використовувалися або зараз використовуються в Німеччині з 1848 року до сьогодні.

## Національні прапори
| Прапор | Дата         | Використання | Опис |
| ------ | ------------ | --- | --- |
|        | 1949–дотепер | Національний і торговий прапор (Bundes- und Handelsflagge)                                                                                         | Триколор, складається з трьох рівних горизонтальних смуг чорного (верхня), червоного та золотого (нижня) кольорів. |
|        | 1950–дотепер | Офіційний, Кормовий (Bundesdienstflagge) і воєнний прапор (Kriegsflagge). Цей прапор може використовуватися лише федеральними державними органами. | Варіант з гербом Німеччини у центрі. Спочатку прапор використовувався у 1921—1933 роках у Веймарській республіці. Хоча в геральдичних термінах ідентичний оригінальному прапору Веймарської епохи, сучасний точний дизайн дещо спрощений. |
|        |              | Державний прапор з гербом (Bundesflagge mit Bundeswappen). Неофіційна версія, приватне використання якої не карається.                             | |
|        | 1996–дотепер | Вертикальне розташування прапора у вигляді стяга (банера) (Bannerflagge)                                                                           | |
|        | 1996–дотепер | Вертикальне розташування прапора у вигляді стяга (банера) з гербом                                                                                 | |

## Штандарти

### Президентські Штандарти
| Flag | Date                         | Use                                   | Description |
| ---- | ---------------------------- | ------------------------------------- | --- |
|      | 1921–1926; з 1950            | Штандарт президента Німеччини         | На штандарті зображені елементи герба. Версія стандарту, ідентична в геральдичних термінах, але з дещо іншим точним дизайном, використовувалася в 1926—1933 роках. |
|      | 1933–1935 (де-факто до 1934) | Штандарт Рейхспрезидента              | |
|      | 1926–1933                    | Штандарт президента                   | |
|      | 1919–1921                    | Прапор президента                     | |
|      | 1955–1960                    | Прапор Президента НДР                 | |
|      | 1953–1955                    | Прапор Президента НДР                 | |
|      | 1951–1953                    | Прапор Президента НДР                 | |
|      | 1950–1951                    | Прапор Президента НДР                 | |
|      | 1949–1950                    | Прапор Президента НДР                 | |
|      | 1960–1990                    | Штандарт президента Державна рада НДР | |
|      | 1935–1945                    | Штандарт Адольфа Гітлера              | |

### Штандарти імператорської родини
| Flag | Date      | Use                                                                      | Description                                                                       |
| ---- | --------- | ------------------------------------------------------------------------ | --------------------------------------------------------------------------------- |
|      | 1871–1888 | Штандарт Німецького імператора                                           |                                                                                   |
|      | 1888–1918 | Штандарт німецького імператора                                           |                                                                                   |
|      | 1871–1901 | Штандарт імператриці Августи та імператриці Вікторії                     |                                                                                   |
|      | 1888–1918 | Штандарт імператриці Августи Вікторії                                    |                                                                                   |
|      | 1871–1888 | Штандарт Кронпринца                                                      |                                                                                   |
|      | 1888–1918 | Штандарт Кронпринца                                                      |                                                                                   |
|      | 1519–1556 | Ще один імперський прапор Карла V                                        | Чорний двоголовий орел із гербом Карла V на жовтому полі.                         |
|      | 1493–1556 | Прапор Максиміліана I. Карл V продовжував використовувати цей прапор.    | Чорний двоголовий орел із гербами Австрії та Бургундії на жовтому полі            |
|      | 1437–1493 | Прапор імператора Фрідріха III                                           | Чорний двоголовий орел із гербом Ерцгерцогства Австрія на жовтому полі            |
|      | 1430-1806 | Прапор імператора Священної Римської імперії та державний прапор         | Чорний двоголовий орел з німбами на жовтому полі                                  |
|      | 1430–1806 | Інше полотнище імператора Священної Римської імперії та державний прапор | Чорний двоголовий орел без німбів на жовтому полі                                 |
|      | 800–1401  | Прапор імператора римлян і короля Німеччини                              | Імператорський орел, зображений із німбом, озброєним соболем, і червоно-червоними |

### Інші штандарти
| Flag | Date      | Use                                                                          | Description |
| ---- | --------- | ---------------------------------------------------------------------------- | --- |
|      | 1871–1918 | Королівський штандарт імператора Німеччини в Пруссії (короля Пруссії)        | На червоному полі зображено Залізний хрест. У центрі Залізного хреста зображений імператорський орел з короною прямо на вершині орла. Навколо орла та корони слова містять фразу: Gott mit uns, що означає: «З нами Бог».". |
|      | 1844–1871 | Старий королівський штандарт імператора Німеччини в Пруссії (короля Пруссії) | |
|      | 1871–1892 | Королівський штандарт наслідного принца Пруссії                              | Такий же, як і попередній прапор, але на білому полі, а не на червоному. |
|      | 1835–1918 | Королівський штандарт короля Баварії                                         | |
|      | 1903–1918 | Королівський штандарт Великого герцога Гессенського                          | |
|      | 1903–1918 | Королівський штандарт великої герцогині Гессенської                          | |
|      | ?–1918    | Князівський штандарт князя Ройса з Грайца                                    | |
|      | ?–1918    | Герцогський штандарт Саксен-Кобург-Готського герцогства                      | На ньому був прапор британської королівської родини до рішення Георга V змінити назву на Віндзор. |
|      | 1911-1918 | Князівський штандарт Шаумбург-Ліппського князівства                          | |
|      | 1816-1837 | Королівський штандарт Ганноверського королівства                             | Прапор короля Великої Британії в Ганновері до королеви Вікторії. |

## Військові

### Німецький флот
| Прапор                    | Дата                       | Використання                                                                                     | Опис                                                                                       |
| Військово-морські прапори | Військово-морські прапори  | Військово-морські прапори                                                                        | Військово-морські прапори                                                                  |
| ------------------------- | -------------------------- | ------------------------------------------------------------------------------------------------ | ------------------------------------------------------------------------------------------ |
|                           | 1956–                      | Військово-морський прапор і Гюйс (Seekriegsflagge und Gösch) Військово-морського флоту Німеччини | Варіант державного прапора «ластівчин хвіст».                                              |
|                           | 1960–1990                  | Прапор (Seekriegsflagge) Фольксмаріне                                                            |                                                                                            |
|                           | 1938–1945                  | Прапор Військово-морських сил Третього Рейху                                                     |                                                                                            |
|                           | 1935–1938                  | Прапор Військово-морських сил Третього Рейху                                                     |                                                                                            |
|                           | 1933–1935                  | Військовий прапор Рейху (Reichskriegsflagge) і Гюйс                                              |                                                                                            |
|                           | 1921–1933                  | Військовий прапор Рейху                                                                          |                                                                                            |
|                           | 1919–1921 (never used)     | Військовий прапор Рейху (Reichskriegsflagge)                                                     |                                                                                            |
|                           | 1903–1918 (1921)           | Військовий прапор Рейху                                                                          |                                                                                            |
|                           | 1892–1903                  | Військовий прапор Рейху (Reichskriegsflagge)                                                     |                                                                                            |
|                           | 1867–1892                  | Військовий прапор Імператорського флоту (Kriegsflagge)                                           |                                                                                            |
|                           | 1848–1852                  | Військовий прапор Reichsflotte                                                                   |                                                                                            |
|                           | 1895–1918                  | Морський прапор Прусського флоту                                                                 |                                                                                            |
|                           | 1819–1895                  | Морський прапор Прусського флоту                                                                 |                                                                                            |
|                           | 1816–1819                  | Морський прапор Прусського флоту                                                                 |                                                                                            |
|                           | 12th century               | Морський прапор Держави Тевтонського ордену                                                      |                                                                                            |
|                           | 1650–1694                  | Морський прапор Бранденбурзького флоту                                                           |                                                                                            |
|                           | 15-те століття             | Військовий прапор Священної Римської імперії                                                     | Червоні мечі, схрещені один на одному на полі. Верхня частина поля чорна, а нижня — біла.  |
|                           | 15-те століття             | Військовий прапор Священної Римської імперії                                                     | Непрямокутний прапор із зображенням чорного орла на жовтому полі з червоною смугою зверху. |
|                           | прибл. 12-те–початок 14 ст | Військовий прапор Священної Римської імперії                                                     | Прапор непрямокутної форми із зображенням білого хреста на червоному полі                  |
| Гюйси                     |                            |                                                                                                  |                                                                                            |
|                           | 1956–                      | Військовий прапор і Гюйс(Seekriegsflagge und Gösch) німецького флоту                             | Варіант державного прапора «ластівчин хвіст».                                              |
|                           | 1935–1945                  | Гюйс Військово-морських сил Третього Рейху                                                       |                                                                                            |
|                           | 1933–1935                  | Гюйс Військово-морських сил Третього Рейху                                                       |                                                                                            |
|                           | 1921–1933                  | Гюйс (Kriegsgösch)                                                                               |                                                                                            |
|                           | 1903–1918 (1921)           | Гюйс                                                                                             |                                                                                            |
|                           | 1867–1903                  | Гюйс (Kriegsschiffgösch)                                                                         |                                                                                            |
|                           | 1848–1852                  | Гюйс Reichsflotte                                                                                |                                                                                            |
| Інші                      |                            |                                                                                                  |                                                                                            |
|                           | 1945–1947                  | Прапор Німецької адміністрації з розмінування                                                    | Сигнальний вимпел «8»                                                                      |

## Військові та державні прапори
| Прапор | Дата      | Використання                                            | Опис                                                         |
| ------ | --------- | ------------------------------------------------------- | ------------------------------------------------------------ |
|        |           | Штандарт Федерального канцлера Німеччини                | Квадратний варіант Bundesdienstflagge з червоною облямівкою. |
|        | 1957–     | Стандарт генерального інспектора Бундесверу             |                                                              |
|        | 1964–     | Військовий колір (Truppenfahne) Бундесверу              | Варіант Kriegsflagge зі співвідношенням сторін 1:1.          |
|        | 1950–1994 | Прапор Федеральної пошти Німеччини                      |                                                              |
|        | 1950–1994 | Прапор міністра Федеральної пошти Німеччини             |                                                              |
|        | 1950–1994 | Прапор президента Федеральної пошти Німеччини           | Варіант поштового прапора «ластівчин хвіст».                 |
|        | 1950–1994 | Прапор державного секретаря Федеральної пошти Німеччини |                                                              |

## Неурядові прапори
| Прапор | Дата      | Використання          | Опис                                                       |
| ------ | --------- | --------------------- | ---------------------------------------------------------- |
|        | 1933–1943 | Прапор Kyffhäuserbund | Червоний стяг з Залізним хрестом і пам'ятником Киффхойзеру |

## Торгові прапори
| Прапор | Дата         | Використання                                                                        | Опис |
| ------ | ------------ | ----------------------------------------------------------------------------------- | --- |
|        | 1949–дотепер | Торговий прапор                                                                     | Триколор, складається з трьох рівних горизонтальних смуг чорного (верхня), червоного та золотого (нижня) кольорів.                                                    |
|        | 1973–1990    | Торговий прапор Німецької Демократичної Республіки (Handelsflagge)                  | Чорний, червоний і жовтий триколор (так само, як і західнонімецькі кольори), але містить герб Східної Німеччини, що складається з циркуля і молотка, оточеного житом. |
|        | 1959–1973    | Торговий прапор Німецької Демократичної Республіки (Handelsflagge)                  | |
|        | 1946–1950    | «C-Вимпел» (C-Doppelstander) (тимчасовий торговий прапор)                           | Використовувався протягом Окупаційного періоду для ідентифікації німецькиї кораблів відповідно до міжнародного права.                                                 |
|        | 1935–1945    | Торговий прапор Німецького рейху варіант із залізним хрестом                        | |
|        | 1933–1935    | Торговий прапор Німецького рейху (Handelsflagge)                                    | Червоне поле з білим диском із чорною свастикою під кутом 45 градусів. Диск і свастика точно по центру.                                                               |
|        | 1933–1935    | Торговий прапор Німецького рейху варіант із залізним хрестом (Eisernes Kreuz)       | |
|        | 1933–1935    | Торговий прапор Німецького рейху (Handelsflagge)                                    | Чорно-біло-червоний горизонтальний триколор. Використовується в поєднанні з Parteiflagge.                                                                             |
|        | 1921–1933    | Торговий прапор Веймарської республіки варіант із залізним хрестом (Eisernes Kreuz) | |
|        | 1919–1933    | Торговий прапор Веймарської республіки (Handelsflagge)                              | |
|        | 1896–1918    | Торговий прапор, варіант із залізним хрестом (Eisernes Kreuz)                       | |
|        | 1871–1918    | Торговий прапор Німецької імперія (National- und Handelsflagge)                     | |
|        | ?–1918       | Торговий прапор Мекленбург-Шверінського герцогства                                  | |
|        | ?–1864       | Торговий прапор Гольштейнського герцогства                                          | |
|        | 1816–1837    | Торговий прапор Ганноверського королівства                                          | |

## Прапори німецьких земель
| Прапор | Дата                                 | Використання                             | Опис |
| ------ | ------------------------------------ | ---------------------------------------- | --- |
|        | 1953 –                               | Прапор Баварії                           | Офіційно у Баварії два прапори, обидва прийняті 16 листопада 1953 року, обидва мають пропорції 3:5, обидва використовують традиційні кольори землі — білий і блакитний. Норми, в якому випадку використовується той чи інший прапор відсутні. У першому варіанті («смугастий прапор») використовується полотнище з розмірами сторін 3 до 5, верхня половина біла, нижня — блакитна. У другому варіанті («діамантовий прапор») використовується чергування білих і блакитних ромбів («діамантів»). При цьому кількість ромбів не повинна бути менше 21, а зріз ромба в правому верхньому куті повинен бути білого кольору. |
|        | 1954 –                               | Прапор Баден-Вюртембергу                 | Прапор складається з двох рівнозначних смуг чорного та золотого кольору з гербом землі у центрі. Пропорції прапору: 3:5. |
|        | 1954-1990 (Західний Берлін) 1990 –   | Прапор Берліна                           | Прапор складається з трьох нерівних по ширині смуг: червоної, білої та червоної. Кожна червона смуга має ширину в 1/5 ширини прапора, біла смуга, відповідно, займає по ширині три п'ятих. На прапорі білу смугу займає здиблений чорний ведмідь — гербова фігура берлінського герба. Пропорції прапору: 3:5. |
|        | 1991 –                               | Прапор Бранденбургу                      | Являє собою прямокутне полотнище з двома рівними по ширині горизонтальними смугами червоного і білого кольорів з гербом Бранденбурга — червоним орлом на білому щиті — в середині. Пропорції прапору: 3:5. |
|        | 1947 –                               | Прапор Бремена                           | Прапор складається з восьми рівнозначних горизонтальних смуг червоного та білого кольорів, які чергуються і змінюються біля флагштока. У центрі розміщується герб Бремену. Пропорції прапору: 2:3. |
|        | 1751 –                               | Прапор Гамбурга                          | Являє собою червоне полотнище з білим замком що має три башти — гербовою фігурою Гамбурга. Пропорції прапору: 2:3. |
|        | 1948 –                               | Прапор Гессена                           | Являє собою прямокутне полотнище з двома рівними по ширині горизонтальними смугами червоного і білого кольорів з гербом землі в середині. Пропорції прапору: 3:5. |
|        | 1990 –                               | Прапор Мекленбургу — Передньої Померанії | Являє собою прямокутне полотнище із смугами (зверху вниз) синього, білого, жовтого, білого і червоного кольорів, із співвідношенням ширини 4:3:1:3:4. В центрі розміщені символи Мекленбурга (чорна голова бика) зліва і Передньої Померанії (червоний грифон) справа. Пропорції прапору: 3:5. |
|        | 1951 –                               | Прапор Нижньої Саксонії                  | Прапор Нижньої Саксонії заснований на прапорі Німеччини. У центрі чорно-червоно-жовтого триколору поміщений герб Нижньої Саксонії. Пропорції прапору: 2:3. |
|        | 1945 –                               | Прапор Рейнланд-Пфальцу                  | Прапор землі заснований на прапорі Німеччини. У верхньому лівому куті чорно-червоно-жовтого триколору поміщений герб Рейнланд-Пфальцу. Пропорції прапору: 2:3. |
|        | 1957 –                               | Прапор Саару                             | Прапор Саару заснований на прапорі Німеччини. У центрі чорно-червоно-жовтого триколору поміщений герб Саару. Пропорції прапору: 3:5. |
|        | 1815-1918 1920-1935 1947-1952 1991 – | Прапор Саксонії                          | Являє собою прямокутне полотнище з двома рівними по ширині горизонтальними смугами білого і зеленого кольорів з гербом землі посередині. Пропорції прапору: 3:5 або 1:2. |
|        | 1991 –                               | Прапор Саксонії-Ангальту                 | Прапор складається з двох рівних по ширині горизонтальних смуг золотого і чорного кольорів з гербом землі посередині. Пропорції прапору: 3:5. |
|        | 1953 –                               | Прапор Північного Рейну-Вестфалії        | Прапор складається з зелено-біло-червоного триколору, у центрі якого поміщений герб землі. Пропорції прапору: 3:5 або 1:2. |
|        | 1991 –                               | Прапор Тюрингії                          | Являє собою прямокутне полотнище, яке складається з двох горизонтальних смуг білого і червоного кольорів з гербом землі посередині. Пропорції прапора можуть бути як 1:2, так і 3:5. |
|        | 1948 –                               | Прапор Шлезвіг-Гольштейну                | Прапор складається з синьо-біло-червоного триколору, у центрі якого поміщений герб землі. Пропорції прапору: 3:5 або 1:2. |

## Прапори німецького скаутингу
| Прапор | Дата         | Використання                                                | Опис                           |
| ------ | ------------ | ----------------------------------------------------------- | ------------------------------ |
|        | ?–дотепер    | Прапор Асоціації дівчат-скаутів і бойскаутів Німеччини      |                                |
|        | 1965–дотепер | Прапор Німецької скаутської асоціації Святого Георга        |                                |
|        | 1931–1965    | Старий прапор Німецької скаутської асоціації Святого Георга |                                |
|        | 1973–дотепер | Прапор Асоціації християнських скаутів                      | Білий логотип на синьому фоні. |

### Інші молодіжні організації
| Прапор | Дата         | Використання | Опис |
| ------ | ------------ | --- | ---- |
|        | 1946–1989    | Прапор Вільної німецької молоді (нім. Freie Deutsche Jugend; FDJ)                                                |      |
|        | 1948–1990    | Прапор і вимпел Піонерської організації Ернста Тельмана (нім. Pionierorganisation Ernst Thälmann)                |      |
|        | 1955–1994    | Wiking-Jugend |      |
|        | 1932–1945    | Прапор і вимпел Дойчес Юнгфольк                                                                                  |      |
|        | 1926–1945    | Прапор і вимпел Гітлер'югенд                                                                                     |      |
|        | 1926–1935    | Вимпели Гітлер'югенд                                                                                             |      |
|        | 1935–1945    | Вимпел Союзу німецьких дівчат                                                                                    |      |
|        | 1904–дотепер | Соціалістична молодь Німеччини – Соколи (нім. Sozialistische Jugend Deutschlands – Die Falken, SJD – Die Falken) |      |

## Спортивні прапори
| Прапор | Дата              | Використання | Опис |
| ------ | ----------------- | --- | ---- |
|        | 1956, 1960 і 1964 | Прапор Об'єднаної німецької команди                                                                                           |      |
|        | 1952–1990         | Прапор Товариства спорту та технологій (нім. Gesellschaft für Sport und Technik, GST)                                         |      |
|        | 1957–1990         | Прапор Німецької асоціації гімнастики та спорту (нім. Deutscher Turn- und Sportbund, DTSB)                                    |      |
|        | ?–1945            | Прапор Націонал-соціалістичної ліги Рейху за фізичні вправи (нім. Nationalsozialistischer Reichsbund für Leibesübungen, NSRL) |      |
|        | 1934–1945         | Прапор Німецьких мисливців (нім. Reichsbund Deutsche Jägerschaft)                                                             |      |
|        | ?–1945            | Прапор Асоціації велосипедистів Німеччини (нім. Deutscher Radfahrer-Verband, DRV)                                             |      |
|        | ?–1945            | Вимпел Асоціації велосипедистів Німеччини                                                                                     |      |
|        | ?–1945            | Вимпел Німецького автомобільного клубу                                                                                        |      |
|        | ?–1945            | Вимпел Німецького аеронавігаційного союзу                                                                                     |      |

## Прапори вексилологічних асоціацій
| Прапор | Дата         | Використання                                                      | Опис |
| ------ | ------------ | ----------------------------------------------------------------- | ---- |
|        | 1995–дотепер | Прапор Німецького товариства прапораde                            |      |
|        |              | Прапор Всесвітнього вексилологічного науково-дослідного інституту |      |

## Неофіційні регіональні прапори
| Прапор | Дата           | Використання       | Опис |
| ------ | -------------- | ------------------ | ---- |
|        | 1952–дотепер   | Прапор Бадену      |      |
|        | 1990ті–дотепер | Прапор Франконії   |      |
|        | 2006–дотепер   | Прапор Фрисландії  |      |
|        | 1952–дотепер   | Прапор Мекленбургу |      |
|        | 1816–дотепер   | Прапор Пфальцу     |      |
|        | 1945–дотепер   | Прапор Померанії   |      |
|        | ?–дотепер      | Прапор Вестфалії   |      |
|        | 1945–дотепер   | Прапор Вюртембергу |      |

## Політичні прапори
| Прапор                           | Дата           | Партія | Опис |
| -------------------------------- | -------------- | --- | --- |
| Сучасні                          |                | | |
|                                  | 1991–дотепер   | Соціал-демократична партія Німеччини | |
|                                  | 2023–дотепер   | Християнсько-демократичний союз | |
|                                  | 2016–дотепер   | Християнсько-соціальний союз | |
|                                  | 2015–дотепер   | Вільна демократична партія | |
|                                  | 1952–1968      | Вільна демократична партія | |
|                                  | 1993–дотепер   | Союз 90/Зелені | |
|                                  | 2021–дотепер   | Альтернатива для Німеччини | |
|                                  | 2007–дотепер   | Ліві (нім. Die Linke) | |
|                                  | 2004–дотепер   | Союз південношлезвізьких виборців (нім. Südschleswigsche Wählerverband (SSW), дан. Sydslesvigsk Vælgerforening, півн.-фриз. Söödschlaswiksche Wäälerferbånd) | |
|                                  | 2013–дотепер   | Національно-демократична партія Німеччини (нім. Nationaldemokratische Partei Deutschlands, NPD)                                                              | |
|                                  | 1964-?         | Національно-демократична партія Німеччини (нім. Nationaldemokratische Partei Deutschlands, NPD)                                                              | Досі з'являється на вуличних демонстраціях. Праві — Партія за референдум, суверенітет і захист Батьківщини |
|                                  | 2013–дотепер   | Третій шлях (нім. Der Dritte Weg, Der III. Weg) | |
|                                  | 2012–дотепер   | Екологічна ліволіберально-демократична партія (нім. Ökolinksliberale Demokratische Partei) ÖLDP                                                              | |
|                                  | 2012–дотепер   | Праві — Партія за референдум, суверенітет і захист Батьківщини (нім. Die Rechte – Partei für Volksabstimmung, Souveränität und Heimatschutz)                 | |
|                                  | 2011–дотепер   | Марксистсько-ленінська партія Німеччини (нім. Marxistisch–Leninistische Partei Deutschlands, MLPD)                                                           | |
|                                  | 2005–дотепер   | Гірська партія, над-партія" (нім. Bergpartei, die ÜberPartei)                                                                                                | |
|                                  | 2004–дотепер   | Фронт німецьких яблук (нім. Front Deutscher Äpfel, FDA) | |
|                                  | 2000ні–дотепер | Ідентитарний рух | |
|                                  | 1990–дотепер   | Комуністична партія Німеччини (нім. Kommunistische Partei Deutschlands, KPD)                                                                                 | |
|                                  | 2021–дотепер   | Вільна Саксонія (нім. Freie Sachsen) | |
| Колишні                          |                | | |
|                                  | 1870-1933      | Партія Центру | Використовувався до нацистського періоду.                                                                  |
|                                  | 1998-2005      | Німецький язичницький фронт (нім. Deutsche Heidnische Front, DHF)                                                                                            | |
|                                  | 1979-1995      | Вільна німецька робітнича партія (нім. Freiheitliche Deutsche Arbeiterpartei; FAP)                                                                           | |
|                                  | 1977-1983      | Фронт дії націонал-соціалістів/національних активістів | |
|                                  | 1968-1986      | Комуністична партія Німеччини/марксисти-ленінці (нім. Kommunistische Partei Deutschlands/Marxisten-Leninisten, KPD/ML)                                       | |
|                                  | 1949-1952      | Партія Соціалістичного Рейху (нім. Sozialistische Reichspartei Deutschlands)                                                                                 | |
|                                  | 1930-1933      | Чорний фронт | |
|                                  | 1920-1924      | Союз верхньосілезьців (нім. Bund der Oberschlesier; пол. Związek Górnoślązaków; Сілезька: Ferajn Gůrnoślůnzokůw)                                             | |
|                                  | 1920–1945      | Націонал-соціалістична робітнича партія Німеччини | |
|                                  | 1919-1946      | Комуністична партія Німеччини (аверс і реверс) | |
|                                  | 1918-1933      | Німецька національна народна партія | Прапор Німеччини (1867—1918)                                                                               |
| Німецька Демократична Республіка |                | | |
|                                  | 1946-1989      | Соціалістична єдина партія Німеччини | |
|                                  | 1945-1990      | Християнсько-демократичний союз | |
|                                  | 1945-1990      | Ліберально-демократична партія Німеччини | |
|                                  | 1948-1990      | Демократична фермерська партія Німеччини | |
|                                  | 1948-1990      | Національно-демократична партія Німеччини | |
|                                  | 1945–дотепер   | Народна Солідарність | |
|                                  | 1945–1994      | Товариство взаємодопомоги селян | |
|                                  | 1947–1990      | Федерація демократичних жінок Німеччини | |
|                                  | ?–1990         | Культурбунд | |
| інші                             |                | | |
|                                  | 1990ті–дотепер | Антифа | |
|                                  | 1933-1935      | Сталевий шолом | |
|                                  | 1918-1933      | Сталевий шолом | |
|                                  | 1932           | Антинацистський демонстраційний прапор Залізного Фронту | |
|                                  | 1928-1933      | Сільський народний рух | |
|                                  | 1919-1921      | Фрайкор Россбаха | |

## Релігійні прапори
| Прапор  | Дата           | Використання                         | Опис |
| ------- | -------------- | ------------------------------------ | --- |
|         |                | Прапор Євангелічної церкви Німеччини | |
| колишні |                |                                      | |
|         | 1990ті-2000ні  | Прапор Язичницького Фронту           | |
|         | 1932-1945      | Прапор Німецьких християн            | |
|         | 1900- cер.1938 | Прапор Ордену нових тамплієрів       | Золоте тло як символ вічності, лілії як символ (расової) чистоти та червона свастика як символ зростаючого Арманізму. |
|         | 1871-1918      | Старий Церковний вимпел              | |

## Прапори етнічних груп
| Прапор | Дата         | Використання                        | Опис                  |
| ------ | ------------ | ----------------------------------- | --------------------- |
|        | 1989–дотепер | Прапор Східних Фризів               |                       |
|        | 2004–дотепер | Прапор Північних Фризів             |                       |
|        |              | Прапор Нижньонімецькомовних німців  |                       |
|        | 1848–дотепер | Прапор Лужичан                      | Офіційний в Саксонії. |
|        | 1955–дотепер | Прапор Південно-Шлезвігських данців |                       |
|        |              | Прапор Єнішів                       |                       |
|        | 1829-1945    | Прапор Мазурів                      |                       |

## Історичні прапори

### Франкське королівство, Королівство Німеччина та Священна Римська імперія (800—1806)
| Прапор | Дата             | Використання                                        | Опис                                                                                      |
| ------ | ---------------- | --------------------------------------------------- | ----------------------------------------------------------------------------------------- |
|        | 9-те століття    | Імператорський орифлейм Карла I Великого.           | 3-кінцеве зелене знамено з 8 золотими хрестами та 6 квітами.                              |
|        | 12–початок 14 ст | Військовий прапор Священної Римської імперії        | Прапор непрямокутної форми із зображенням білого хреста на червоному полі                 |
|        | 1400–1523        | Імператорський павільйон Священної Римської імперії | Непрямокутний прапор із зображенням чорного орла на жовтому полі з червоною смугою зверху |
|        | 1400-ті          | Військовий прапор Священної Римської імперії        | Червоні мечі, схрещені один на одному на полі. Верхня частина поля чорна, а нижня — біла. |

### Тевтонський орден і Пруссія (1226—1935)
| Прапор | Дата      | Використання                             | Опис |
| ------ | --------- | ---------------------------------------- | --- |
|        | 1226–1525 | Прапор Держави Тевтонського ордену       | Чорний хрест на білому полі. |
|        | 1466–1772 | Прапор Королівської Пруссії              | |
|        | 1525–1701 | Прапор Прусського герцогства             | |
|        | 1701–1750 | Перший прапор Королівства Пруссія        | Чорний орел тримає жезл і кулю на білому полі, корона зверху |
|        | 1701–1935 | Торговий прапор Пруссії                  | Двоколірний дизайн — білий і чорний, розділені по горизонталі. |
|        | 1750–1801 | Другий прапор Королівства Пруссія        | Чорний орел тримає меч і жезл на білому полі, корона зверху |
|        | 1801–1803 | Третій прапор Королівства Пруссія        | |
|        | 1803–1892 | Четвертий прапор Королівства Пруссія     | Такий самий, як попередній прапор, але корона у верхній частині прапора менша. |
|        | 1816      | Військовий прапор Пруссії                | Менший чорний коронований орел із жовтими пластинами на руках, жезлом і кулею, все на білому полі із Залізним хрестом у верхньому лівому куті                                     |
|        | 1892-1918 | П'ятий прапор Королівства Пруссія        | |
|        | 1895–1918 | Військовий прапор Пруссії                | Непрямокутний прапор із зображенням імператорського орла в центрі білого поля, а в лівому верхньому куті зображено Залізний хрест.                                                |
|        | 1918–1933 | Прапор Вільної держави Пруссії           | |
|        | 1933–1935 | Службовий прапор Вільної Держави Пруссії | Такий самий, як і попередній прапор, але знову з'являється фраза Gott mit uns, а орел тримає меч і дві блискавки. На грудях орла також зображено Націонал-соціалістична свастика. |

### Німецький союз (1815—1866)
| Прапор | Дата      | Використання | Опис                                                  |
| ------ | --------- | --- | ----------------------------------------------------- |
|        | 1848–1866 | Прапор Німецького союзу, який використовувався в 1848—1849 і знову в 1863—1866. Вперше з'явився в межах Князівства Рейсс-Грайц після 12 травня 1778 року (співвідношення сторін 4:5) | Також використовувався Німецькою імперією (1848—1849) |

### Північнонімецька конфедерація (1866—1871)
| Прапор | Дата      | Використання                   | Опис |
| ------ | --------- | ------------------------------ | --- |
|        | 1867–1871 | Національний і торговий прапор | Триколор складається з трьох однакових горизонтальних смуг чорного (верхня), білого та червоного (нижня) кольорів. |

### Німецька імперія (1871—1918)
| Прапор | Дата      | Використання                           | Опис |
| ------ | --------- | -------------------------------------- | ---- |
|        | 1871–1918 | Національний і торговий прапор         |      |
|        | 1884–1918 | Колоніальний прапор                    |      |
|        | 1903–1919 | Військовий прапор (Reichskriegsflagge) |      |

### Веймарська республіка (1919—1933)
| Прапор | Дата      | Використання                            | Опис |
| ------ | --------- | --------------------------------------- | ---- |
|        | 1919–1933 | Національний прапор (Nationalflagge)    |      |
|        | 1921–1933 | Державний прапор (Dienstflagge zu Land) |      |
|        | 1921–1926 | Кормовий прапор (Dienstflagge zur See)  |      |
|        | 1926–1933 | Кормовий прапор (Dienstflagge zur See)  |      |
|        | 1919–1921 | Прапор Міністерства оборони             |      |
|        | 1921–1933 | Прапор Міністерства оборони             |      |

### Третій Рейх (1933—1945)
Прапор із свастикою та білим диском у центрі використовувався протягом усього (1920—1945) як прапор НСРПН (Parteiflagge) Між 1933 і 1935 роками він використовувався як обов'язковий партійний прапор із національним чорно-біло-червоним горизонтальним триколором, який востаннє (до 1918 року) використовувався в Німецькій імперії. У 1935 році чорно-біло-червоний горизонтальний триколор знову було скасовано, а прапор із «нецентральною» свастикою та диском було встановлено як єдиний державний прапор (і залишався таким до 1945 року). Прапор із диском у центрі продовжував використовуватися як Parteiflagge лише після 1935 року.
| Прапор                                    | Дата                                      | Використання | Опис |  |
| Прапори які використовувалися у 1933—1935 | Прапори які використовувалися у 1933—1935 | Прапори які використовувалися у 1933—1935                                                                                          | Прапори які використовувалися у 1933—1935                                                                        |  |
| ----------------------------------------- | ----------------------------------------- | --- | --- |  |
|                                           | - 1920–1945                               | - Прапор НСРПН (Parteiflagge) | Червоне поле з білим диском із чорною свастикою під кутом 45 градусів. Диск і свастика точно по центру.          |  |
|                                           | 1933–1935                                 | - Національний прапор (Nationalflagge) - Торговий прапор (Handelsflagge)                                                           | Чорно-біло-червоний горизонтальний триколор. Використовується в поєднанні з Parteiflagge.                        |  |
|                                           | 1933–1935                                 | Варіант торгового прапора із Залізним хрестом (Eisernes Kreuz)                                                                     | |  |
|                                           | 1933                                      | Службовий прапор Рейху (Reichsdienstflagge) у Вермахті                                                                             | |  |
|                                           | 1933–1935                                 | Службовий прапор Рейху | |  |
|                                           | 1933–1935                                 | Прапор Міністра Оборони | |  |
| Прапори які використовувалися у 1935—1945 |                                           | | |  |
|                                           | - 1935–1945 - 1935–1945                   | - Національний прапор - Морський прапор (Gösch)                                                                                    | Червоне поле з білим диском із чорною свастикою під кутом 45 градусів. Диск і свастика трохи зміщені від центру. |  |
|                                           | 1933–1945                                 | Стяг (банер) (Bannerflagge) Німеччини                                                                                              | Банери були різної довжини, які вивішувалися вертикально на громадських будівлях.                                |  |
|                                           | 1933–1945                                 | Стяг (банер) (Bannerflagge) СС | Банери, які поряд зі свастикою використовували також націонал-соціалісти (дуже рідко).                           |  |
|                                           | 1935–1945                                 | Варіант торгового прапора із Залізним хрестом                                                                                      | |  |
|                                           | 1935–1945                                 | Службовий прапор Рейху | |  |
|                                           | 1935–1938                                 | Прапор Головнокомандувача Вермахту (замінив міністра оборони)                                                                      | |  |
|                                           | 1935–1938                                 | Kriegsmarine, Heer, Luftwaffe | |  |
|                                           | 1938–1945                                 | Kriegsmarine, Heer, Luftwaffe | |  |
|                                           | 1935–1945                                 | Schutzstaffel (СС) | |  |
|                                           | 1921–1945                                 | Sturmabteilung (СА) | |  |
|                                           | 1935–1945                                 | Націонал-соціалістичний механізований корпус (НСМК)                                                                                | |  |
|                                           | 1936–1945                                 | Прапор Ordnungspolizei (OrPo) («Поліція порядку», національна регулярна поліцейська організація націонал-соціалістичної Німеччини) | |  |

### Наслідки Другої світової війни в Німеччині
Контрольна рада союзників (1945—1949) і Протекторат Саар
| Прапор | Дата      | Використання                                              | Опис |
| ------ | --------- | --------------------------------------------------------- | --- |
|        | 1946–1950 | «C-Вимпел» (C-Doppelstander) (тимчасовий торговий прапор) | Використовувався під час періоду окупації для ідентифікації німецьких кораблів відповідно до міжнародного права. |
|        | 1947–1957 | Прапор Протекторату Саар                                  | Прапор Саарланду, наданий урядом Франції. У цей період Саар був державою-сателітом Франції.                      |

### Німецька Демократична Республіка (1949—1990)
| Прапор | Дата      | Використання                                                                        | Опис |
| ------ | --------- | ----------------------------------------------------------------------------------- | --- |
|        | 1949–1959 | Державний прапор (Staatsflagge)                                                     | |
|        | 1959–1990 | Державний прапор (Staatsflagge) 1959—1990 Торговий прапор (Handelsflagge) 1973—1990 | Чорний, червоний і жовтий триколор (так само, як і західнонімецькі кольори), але містить герб Східної Німеччини, що складається з циркуля і молотка, оточеного житом. |
|        | 1963–1990 | Вивішування державного прапора (Bannerflagge)                                       | |
|        | 1955–1973 | Прапор пошти НДР                                                                    | |
|        | 1975–1990 | Прапор пошти НДР                                                                    | |
|        | 1960–1990 | Прапор Національної народної армії (Nationale Volksarmee або NVA)                   | |
|        | 1960–1990 | Бойовий прапор (Truppenfahne) або Nationale Volksarmee                              | |
|        | 1962–1990 | Прапор човнів Прикордонних військ                                                   | |

### Баден-Вюртемберг

#### Баден
| Прапор | Дата               | Використання                                                    | Опис |
| ------ | ------------------ | --------------------------------------------------------------- | ---- |
|        | 1891–1918          | Прапор Великого герцогства Баденського                          |      |
|        | 1862-1891          | Прапор Великого герцогства Баденського                          |      |
|        | 1855–1862          | Прапор Великого герцогства Баденського                          |      |
|        | 1848–1855          | Прапор Великого герцогства Баденського                          |      |
|        | 1803-1848          | Прапор Баденського курфюрства і Великого герцогства Баденського |      |
|        | середньовіччя–1803 | Стяг Баденського маркграфства                                   |      |

#### Гогенцоллерн-Хехінген і Гогенцоллерн-Зігмарінген
| Прапор | Дата      | Використання                                                                          | Опис |
| ------ | --------- | ------------------------------------------------------------------------------------- | ---- |
|        | 1821–1850 | Загальний державний прапор князівств Гогенцоллерн-Хехінген і Гогенцоллерн-Зігмарінген |      |

#### Леєн
| Прапор | Дата      | Використання             | Опис |
| ------ | --------- | ------------------------ | ---- |
|        | 1806–1814 | Прапор Князівства Леєн   |      |
|        | до 1798   | Прапор Графства Адендорф |      |

#### Вюртемберг
| Прапор | Дата               | Використання                       | Опис |
| ------ | ------------------ | ---------------------------------- | ---- |
|        | 1805–1918          | Прапор Вюртемберзького королівства |      |
|        | 1803–1809          | Прапор Вюртемберзького курфюрства  |      |
|        | середньовіччя–1803 | Стяг Вюртемберзького герцогства    |      |

### Баварія

#### Баварія
| Прапор | Дата      | Використання                                 | Опис                             |
| ------ | --------- | -------------------------------------------- | -------------------------------- |
|        | 1945–1949 | Прапор Американської зони окупації Німеччини | Прапор Сполучених Штатів Америки |
|        | 1918      | Прапор Баварської Радянської Республіки      | Червоний прапор                  |
|        | 1805–1918 | Прапор Баварського королівства               |                                  |
|        | 1623–1806 | Банер Баварського курфюрства                 |                                  |
|        | 1505–1623 | Стяг Баварського герцогства                  |                                  |
|        | 1392–1505 | Стяг Баварсько-Мюнхенського герцогства       |                                  |
|        | 1353–1392 | Стяг Ландсгут-Баварського герцогства         |                                  |

#### Інші країни на сьогоднішніх землях Баварії
| Прапор | Дата      | Використання                                                    | Опис |
| ------ | --------- | --------------------------------------------------------------- | ---- |
|        | 1105-1191 | Банер Нюрнберзького бургграфства під час правління дому Раабсів |      |
|        | 1398–1791 | Стяг Гогенцоллернів в князівствах Ансбах і Байройт              |      |
|        | 1803–1810 | Прапор Регенсбурзького архієпископства                          |      |
|        | 1805–1814 | Прапор Великого герцогства Вюрцбурзьке                          |      |

### Бранденбург
| Прапор | Дата        | Використання                          | Опис |
| ------ | ----------- | ------------------------------------- | ---- |
|        | 1660–1750   | Прапор Бранденбурзького маркграфства  |      |
|        | прибл. 1684 | Прапор Бранденбурзького маркграфства  |      |
|        | 1340–1657   | Стяг Маркграфства Бранденбург-Кюстрін |      |

### Східна Фризія
| Прапор | Дата      | Використання                    | Опис |
| ------ | --------- | ------------------------------- | ---- |
|        | ?–1835    | Прапор володарства Кніфаузенаde |      |
|        | 1702-1751 | Прапор володарства Кніфаузена   |      |
|        | 1689-1702 | Стяг володарства Кніфаузена     |      |

### Гессен
| Прапор | Дата      | Використання                               | Опис |
| ------ | --------- | ------------------------------------------ | ---- |
|        | 1919–1923 | Прапор Вільної держави Фляшенхальс         |      |
|        | 1806–1918 | Прапор Великого герцогства Гессенського    |      |
|        | 1806–1866 | Прапор Нассауського герцогства             |      |
|        | ?–1806    | Прапор Нассау-Узінген                      |      |
|        | ?–1866    | Прапор Вільного міста Франкфурт            |      |
|        | 1810–1813 | Прапор Великого герцогства Франкфуртського |      |
|        | 1806–1815 | Прапор Графства Ізенбург                   |      |
|        | 1807–1813 | Прапор Вестфальського королівства          |      |

### Нижня Саксонія

#### Брауншвейг
| Прапор | Дата      | Використання                      | Опис |
| ------ | --------- | --------------------------------- | ---- |
|        | 1830-1918 | Прапор Брауншвейзького герцогства |      |
|        | 1814-1830 | Прапор Брауншвейзького герцогства |      |

#### Ганновер
| Прапор | Дата      | Використання                     | Опис |
| ------ | --------- | -------------------------------- | ---- |
|        | 1946      | Прапор Держави Ганновер          |      |
|        | 1814–1866 | Прапор Ганноверське королівство  |      |
|        | 1692–1814 | Прапор Ганноверського курфюрства |      |

#### Ольденбург
| Прапор | Дата      | Використання                               | Опис                                                   |
| ------ | --------- | ------------------------------------------ | ------------------------------------------------------ |
|        | 1815–1918 | Прапор Великого герцогства Ольденбурзького | Пропорції прапора: 3:5 Пропорції хреста: 9-6-9:12-6-22 |
|        | 1810–1815 | Прапор Першої французької імперії          |                                                        |
|        | 1774–1810 | Прапор Ольденбурзького герцогства          | Пропорції прапора: 3:5 Пропорції хреста: 9-6-9:17-6-17 |
|        | ?-1774    | Прапор Ольденбурзького графства            |                                                        |

#### Шаумбург-Ліппе
| Прапор | Дата      | Використання                     | Опис |
| ------ | --------- | -------------------------------- | ---- |
|        | 1647–1918 | Прапор Князівства Шаумбург-Ліппе |      |

### Мекленбург-Передня Померанія
| Прапор | Дата                | Використання                                                                                     | Опис          |
| ------ | ------------------- | ------------------------------------------------------------------------------------------------ | ------------- |
|        | 1813-1918 1864-1918 | Прапор Великого герцогства Мекленбург-Шверінського і Великого герцогства Мекленбург-Стреліцького |               |
|        | 1630–1815           | Прапор Шведської Померанії                                                                       | Прапор Швеції |

### Північний Рейн-Вестфалія

#### Ліппе
| Прапор | Дата        | Використання              | Опис           |
| ------ | ----------- | ------------------------- | -------------- |
|        | 1880-1918   | Прапор Князівства Ліппе   |                |
|        | c.1858-1880 | Прапор Князівства Ліппе   |                |
|        | 1811-1814   | Прапор Лепартамента Ліппе | Прапор Франції |

#### Інші
| Прапор | Дата      | Використання                               | Опис                    |
| ------ | --------- | ------------------------------------------ | ----------------------- |
|        | 1945–1949 | Прапор Британської зони окупації Німеччини | Прапор Великої Британії |
|        | 1923      | Прапор Рейнської республіки                |                         |
|        | 1806-1808 | Прапор Великого герцогства Берзького       |                         |
|        | 1803-1810 | Прапор Герцогства Аремберг                 |                         |
|        | 1803–1806 | Прапор Герцогства Дюльмен                  |                         |
|        | 1798-1811 | Прапор Герцогства Дюльмен                  |                         |
|        | 1797–1802 | Прапор Цисрейнської республіки             |                         |
|        | 1770-1803 | Прапор Мюнстерського єпископства           |                         |
|        | 1166–1801 | Прапор Вільного імперського міста Ахен     |                         |

### Рейнланд-Пфальц

#### Пфальц
| Прапор | Дата         | Використання                  | Опис |
| ------ | ------------ | ----------------------------- | ---- |
|        | до 1604—1776 | Прапор Пфальцького курфюрства |      |
|        | 1604-?       | Прапор Пфальцького курфюрства |      |

#### Майнц
| Прапор | Дата               | Використання               | Опис |
| ------ | ------------------ | -------------------------- | ---- |
|        | середньовіччя–1803 | Стяг Майнцького курфюрства |      |

#### Трір
| Прапор | Дата               | Використання               | Опис |
| ------ | ------------------ | -------------------------- | ---- |
|        | середньовіччя–1801 | Стяг Трірського курфюрства |      |

### Саарланд
| Прапор | Дата      | Використання                        | Опис           |
| ------ | --------- | ----------------------------------- | -------------- |
|        | 1947–1956 | Прапор Протекторату Саар            |                |
|        | 1920-1935 | Прапор Території Саарського басейну |                |
|        | 1798-1814 | Прапор Департаменту Саар            | Прапор Франції |

### Саксонія
| Прапор | Дата           | Використання | Опис            |
| ------ | -------------- | --- | --------------- |
|        | 1945–1949      | Прапор Радянської зони окупації Німеччини                                                                           | Прапор СРСР     |
|        | 1918–1923      | Прапор Радянської Республіки Саксонія                                                                               | Червоний прапор |
|        | 1815-1918      | Прапор Саксонського королівства                                                                                     |                 |
|        | 1356–1806      | Прапор Саксонського курфюрства                                                                                      |                 |
|        | 10-те ст.–1806 | Державний прапор Саксонського курфюрства                                                                            |                 |
|        | бл. 950        | Сакський прапор дому Асканії; пов'язаний із Саксонською Остмаркою та бойовим прапором для Східної Саксонської марки |                 |

### Саксонія-Ангальт

#### Ангальт
| Прапор | Дата      | Використання                    | Опис |
| ------ | --------- | ------------------------------- | ---- |
|        | 1806–1918 | Прапор Ангальтського герцогства |      |

#### Ангальт-Бернбург, Ангальт-Дессау й Ангальт-Кетен
| Прапор | Дата                                                           | Використання                                            | Опис |
| ------ | -------------------------------------------------------------- | ------------------------------------------------------- | ---- |
|        | 1252–1468, 1603—1863 1396–1561, 1603—1863 1396–1562, 1603—1853 | Прапор Ангальт-Бернбург, Ангальт-Дессау й Ангальт-Кетен |      |

### Шлезвіг-Гольштейн

#### Гельголанд
| Прапор | Дата      | Використання                               | Опис                    |
| ------ | --------- | ------------------------------------------ | ----------------------- |
|        | 1945–1952 | Прапор Британської зони окупації Німеччини | Прапор Великої Британії |
|        | 1807–1890 | Прапор Британського Гельголанду            |                         |

#### Гольштейн
| Прапор | Дата   | Використання                               | Опис |
| ------ | ------ | ------------------------------------------ | ---- |
|        | ?–1864 | Торговий прапор Гольштейнського герцогства |      |

#### Любек
| Прапор | Дата               | Використання                | Опис |
| ------ | ------------------ | --------------------------- | ---- |
|        | середньовіччя-1918 | Прапор Вільного міста Любек |      |

#### Саксен-Лауенбург
| Прапор | Дата      | Використання                            | Опис |
| ------ | --------- | --------------------------------------- | ---- |
|        | 1814–1876 | Прапор Саксен-Лауенбурзького герцогства |      |

#### Шлезвіг
| Прапор | Дата   | Використання                   | Опис |
| ------ | ------ | ------------------------------ | ---- |
|        | ?–1866 | Прапор Шлезвізького герцогства |      |

### Тюрингія

#### Ройс
| Прапор | Дата      | Використання                                       | Опис |
| ------ | --------- | -------------------------------------------------- | ---- |
|        | 1806–1918 | Прапор Ройсс-Герського князівства (молодшої лінії) |      |
|        | 1778–1918 | Прапор Князівство Ройс-Грайц (Старшої лінії)       |      |

#### Саксен-Альтенбург
| Прапор | Дата      | Використання                        | Опис |
| ------ | --------- | ----------------------------------- | ---- |
|        | 1893-1918 | Прапор Герцогства Саксен-Альтенбург |      |

#### Саксен-Кобург-Гота
| Прапор | Дата      | Використання                              | Опис |
| ------ | --------- | ----------------------------------------- | ---- |
|        | 1911-1920 | Прапор Саксен-Кобург-Готського герцогства |      |
|        | ?-1826    | Прапор Саксен-Гільдбурггаузен             |      |

#### Саксен-Гота-Альтенбург
| Прапор | Дата      | Використання                                  | Опис |
| ------ | --------- | --------------------------------------------- | ---- |
|        | 1680–1826 | Прапор Саксен-Гота-Альтенбурзького герцогства |      |

#### Саксен-Майнінген
| Прапор | Дата      | Використання                             | Опис |
| ------ | --------- | ---------------------------------------- | ---- |
|        | 1826-1918 | Прапор Саксен-Майнінгенського герцогства |      |

#### Саксен-Веймар-Ейзенах
| Прапор | Дата      | Використання                                          | Опис |
| ------ | --------- | ----------------------------------------------------- | ---- |
|        | 1897-1918 | Прапор Великого герцогства Саксен-Веймар-Айзенаського |      |
|        | 1813-1897 | Прапор Великого герцогства Саксен-Веймар-Айзенаського |      |

#### Шварцбург-Зондерсхаузен
| Прапор | Дата      | Використання                              | Опис |
| ------ | --------- | ----------------------------------------- | ---- |
|        | 1599–1918 | Прапор Князівства Шварцбург-Зондерсхаузен |      |

### Інші
| Прапор | Дата           | Використання                       | Опис |
| ------ | -------------- | ---------------------------------- | --- |
|        | 1989–1990      | Понівечений державний прапор       | Використовувався прихильниками Возз'єднання Німеччини в Східій Німеччині після падіння Берлінського муру. |
|        | 1924–1933 1953 | Прапор Рейхсбаннер Шварц-Рот-Гольд | Рейхсбаннер Шварц-Рот-Гольд був неофіційною республіканською воєнізованою організацією, в якій домінували соціал-демократи, ліберали та члени Католицької партії Центру, щоб захистити Веймарську республіку від націонал-соціалістів, комуністів і монархістів. Відновлено в 1953 році як товариство політичної освіти |
|        | 1914-1919      | Союз Спартака                      | |
|        | 1816           | Прапор Urburschenschaft            | |
|        | 1609–1635      | Стяг Католицької ліги              | |
|        | 1539           | Стяг Селянської армії              | |
|        | середньовіччя  | Стяг Швабського союзу              | |

## Історичні пропозиції прапорів
Примітка: Пропозиція Оттфріда Нойбеккера у 1919 році та пропозиції Йозефа Вірмера у 1944 році та його брата Ернста у 1948 році чітко змодельовані на основі Скандинавського хреста, який використовується в усіх скандинавських країнах  — прапори Данії, Норвегії, Швеції, Фінляндії та Ісландії всі мають однаковий горизонтальний хрест, хоча різного кольору.
| Прапор | Дата | Використання | Опис |
| ------ | ---- | --- | ---- |
|        | 1817 | Прапор об'єднання Німеччини на Вартбурзькому фестивалі |      |
|        | 1832 | Прапор об'єднання Німеччини на Гамбахському фестивалі |      |
|        | 1926 | Пропозиція прапора від Оттфріда Нойбекера |      |
|        | 1944 | Пропозиція щодо прапора Німеччини після Операції «Валькірія» Йозефа Вірмера; пізніше розглядався для прийняття на Конституційному конвенті у Герренкімзе (Прапор Вірмера) |      |
|        | 1948 | Пропозиція щодо прапора Західної Німеччини, на основі дизайну Йозефа Вірмера 1944 року, створеного його братом Ернстом                                                    |      |
|        | 1948 | Пропозиція щодо прапора Західної Німеччини від Пауля Венцке на основі 1848 республіканському дизайні 1848                                                                 |      |
|        | 1948 | Пропозиція щодо прапора Західної Німеччини від Едвіна Редслоба |      |
|        | 1948 | Пропозиція щодо національного прапора, автор Роберт Лер |      |

### Окупація нацистською Німеччиною (1939—1945)
| Прапор | Дата      | Використання                                | Опис |
| ------ | --------- | ------------------------------------------- | --- |
|        | 1940      | Пропозиція прапора для Генеральної губернія | Пропозиція прапора для нового генерал-губернаторства, відома лише з опису.                                                      |
|        | 1939–1945 | Неофіційний прапор для Нової Швабії         | Прапор Reichskolonialbund і спільний прапор для всіх німецьких колоній у нацистський період, на практиці лише для Нової Швабії. |

### Німецька колоніальна імперія (1884—1918)
| Прапор | Дата | Використання                                      | Опис |
| ------ | ---- | ------------------------------------------------- | --- |
|        | 1914 | Пропозиція для Німецької Східної Африки           | Прапори німецьких заморських колоній були вперше запропоновані в 1914 році, але так і не були реалізовані через початок Першої світової війни. |
|        | 1914 | Пропозиція для Німецького Камеруну                | Прапори німецьких заморських колоній були вперше запропоновані в 1914 році, але так і не були реалізовані через початок Першої світової війни. |
|        | 1914 | Пропозиція для Німецької Нової Гвінеї             | Прапори німецьких заморських колоній були вперше запропоновані в 1914 році, але так і не були реалізовані через початок Першої світової війни. |
|        | 1914 | Пропозиція для Німецького Самоа                   | Прапори німецьких заморських колоній були вперше запропоновані в 1914 році, але так і не були реалізовані через початок Першої світової війни. |
|        | 1914 | Пропозиція для Німецької Південно-Західної Африки | Прапори німецьких заморських колоній були вперше запропоновані в 1914 році, але так і не були реалізовані через початок Першої світової війни. |
|        | 1914 | Пропозиція для Німецького Тоголанду               | Прапори німецьких заморських колоній були вперше запропоновані в 1914 році, але так і не були реалізовані через початок Першої світової війни. |

## Приватні прапори

### Німецькі судноплавні компанії
| Прапор | Дата                  | Використання                                            | Опис |
| ------ | --------------------- | ------------------------------------------------------- | ---- |
|        |                       | Авг. Болтен У. М. Наступник Міллера                     |      |
|        | ?–дотепер             | Судноплавні компанії Bossler                            |      |
|        | 1819–дотепер          | F. A. Vinnen & Co.                                      |      |
|        | 1871–дотепер          | Hamburg Süd                                             |      |
|        | 1920–дотепер          | Hugo Stinnes Schiffahrt                                 |      |
|        | 1901–дотепер          | Johann M. K. Blumenthalde                               |      |
|        | 1903–дотепер          | Leonhardt & Blumbergde                                  |      |
|        | 1920–дотепер          | Ludwig & Jakob Götzde                                   |      |
|        | 1928–дотепер          | Reederei Baltrum-Liniede                                |      |
|        | 1900–дотепер          | Reederei Warringsde                                     |      |
|        | 1982–дотепер          | Rickmers Holdingde                                      |      |
|        | ?–дотепер             | Верф Філіп Еберт і синиde                               |      |
|        | 1890–дотепер          | Судноплавна компанія Unterweserde                       |      |
|        | 1946–дотепер          | Waibel KGde                                             |      |
|        | 1885–дотепер          | Wyker Steamship Shipping Company Föhr-Amrumde           |      |
|        | 1896–1922             | Судноплавна компанія Аргоde                             |      |
|        | 1899–1969             | A. Kirstende                                            |      |
|        | 1875–2018             | Верф Кассенсde                                          |      |
|        | 1872-1926             | Німецька пароплавна компанія «Космос»de                 |      |
|        | 1890-1942             | Німецька східноафриканська лініяde                      |      |
|        | 1881-1980             | Німецька пароплавна компанія «Ганза»de                  |      |
|        | 1873-1974             | Пароплавство «Нептун»de                                 |      |
|        | 1821-1918             | D. H. Wätjen & Co.de                                    |      |
|        | 1889-1970             | Лінія Німецького Левантуde                              |      |
|        | 1898-1931             | Emil R. Retzlaff                                        |      |
|        | 1970-ті               | Фендель-Стіннес                                         |      |
|        | 1958-1973 і 1991—1997 | Гамбург — Атлантика Лайнde                              |      |
|        | 1847-1970             | Гамбург — Америка Лайнde                                |      |
|        | 1887-1939             | Гамбург — Бремен — Америка Лайнde                       |      |
|        | 1907-1920s            | Hugo Stinnes Linien GmbH                                |      |
|        | 1884-1914             | Jantzen & Thormählende                                  |      |
|        | 1850-1879             | Обслуговування за розкладом Йоанн Цезарь Годефруа і син |      |
|        | 1924-1990             | Lübeck Liniede                                          |      |
|        | 1808-?                | Mathias Stinnesde                                       |      |
|        | 1857-1970             | Північнонімецький Ллойдde                               |      |
|        | 1882-2018             | Ольденбурзько-Португальська пароплавна компаніяde       |      |
|        | 1869-1967             | Судноплавна компанія Роберта Мейхофераde                |      |
|        | 1905-1959             | Лінія Роландаde                                         |      |
|        | 1885-1942             | Лінія Верманаde                                         |      |

### Німецькі чартерні компанії
| Прапор | Дата      | Використання                                                        | Опис |
| ------ | --------- | ------------------------------------------------------------------- | ---- |
|        | 1882-1898 | Німецька Новогвінейська компанія                                    |      |
|        | 1884-1920 | Німецька східноафриканська компанія                                 |      |
|        | 1884-1885 | Німецька східноафриканська компанія                                 |      |
|        | 1885-1903 | Німецька західноафриканська компанія                                |      |
|        | 1875-1939 | Hernsheim & Co                                                      |      |
|        | 1887      | Товариство Джалуїтde                                                |      |
|        | 1888-?    | Товариство Джалуїтde                                                |      |
|        | 1878-1887 | Німецька торгова та плантаційна компанія з островів Південного моря |      |

### Інші компанії
| Прапор | Дата      | Використання                            | Опис |
| ------ | --------- | --------------------------------------- | ---- |
|        | 1935-1937 | Німецька Судноплавна компанія Цепелін   |      |
|        | 1904-?    | Східноафриканське залізничне товариство |      |

## Німецькі яхт-клуби
| Прапор | Клуб                                             |
| ------ | ------------------------------------------------ |
|        | Академічний вітрильний клуб у Кіліde             |
|        | Вітрильний клуб Бланкенезеde                     |
|        | Вітрильний клуб Фленсбургаde                     |
|        | Зебрюкський регатний клуб                        |
|        | Вітрильний клуб Rhe                              |
|        | Вітрильний клуб Вертзе                           |
|        | Вітрильна асоціація Utting e.V.                  |
|        | Вітрильна асоціація 1903 Берлін                  |
|        | Яхт-клуб Шпандауde                               |
|        | Асоціація Вітрильного Дому у Ванзеde             |
|        | Вюртемберзький яхт-клубde                        |
|        | Яхт-клуб Bad Wiessee e.V.                        |
|        | Німецька асоціація морського спорту HANSAde      |
|        | AYC-StAGde                                       |
|        | Гамбурзький вітрильний клубde                    |
|        | Імператорський яхт-клуб                          |
|        | Кільський яхт-клубde                             |
|        | Яхт-клуб Любекаde                                |
|        | Морський регатний клубde                         |
|        | Північнонімецька асоціація регатde               |
|        | Нюрнберзький яхт-клубde                          |
|        | Вітрильний клуб Оберхафельde                     |
|        | Вітрильне товариство "Герб Бремена"de            |
|        | Вітрильний моторний клуб Фрідріхсхафенde         |
|        | Стенд ASV до Галле                               |
|        | Вітрильний клуб «Агой»de                         |
|        | Вітрильний клуб "Везер"de                        |
|        | Водноспортивний клуб 1921de                      |
|        | Яхт-клуб Везер Бремерхафенde                     |
|        | Яхт-клуб Німеччиниde (бедж)                      |
|        | Націонал-соціалістичний авіаційний корпус (NSFK) |
|        | Фельджандармерія (Польова військова поліція)     |
|        | Яхт-клуб Німеччиниde (Кормовий прапор)           |